# René Guénon
René Guénon o Abd al-Wâhid Yahyâ (Blois, 15 de noviembre de 1886-El Cairo, 7 de enero de 1951) fue un matemático, masón, filósofo y esoterista francés. Es conocido por sus publicaciones de carácter filosófico espiritual y su esfuerzo en pro de la conservación y divulgación de las tradiciones espirituales. Fue un intelectual que sigue siendo una figura influyente en el dominio de la metafísica. Se le relaciona con Ananda Coomaraswamy, otro gran esoterista del siglo XX. Guénon publicó un total de diecisiete libros, además de diez colecciones de artículos los cuales fueron publicados póstumamente. Sus obras escritas en francés (aunque también escribió en árabe 2 artículos para la revista El Maarifâ) han sido traducidas a todas las lenguas modernas occidentales y orientales.
Gran estudioso de las doctrinas y de las religiones orientales, se esforzó por aportar a Occidente una visión no simplista del pensamiento oriental, especialmente de la India y por su defensa de las civilizaciones tradicionales frente a Occidente. En sus escritos, él se propone «exponer directamente algunos aspectos de las doctrinas metafísicas orientales» y de «adaptar estas mismas doctrinas a los lectores occidentales, [...] siendo completamente fiel a su espíritu». Destaca, también, su crítica a la civilización occidental desde presupuestos metafísicos ―y no ideológicos ni políticos―. Su pensamiento ha tenido una profunda influencia en gran variedad de autores, entre los que se encuentran Mircea Eliade, Julius Evola, Antonin Artaud, Raymond Queneau, Simone Weil, Vicente Risco, Sánchez Dragó o André Breton.

## Biografía
René Guénon, hijo único de Jean-Baptiste y de Anna-Léontine Jolly, nació en Blois el 15 de noviembre de 1886. Como la mayoría de los franceses de la época, nació en una familia católica. Poco se sabe de ella, aunque parece que su padre era arquitecto. Transcurre en esta ciudad una infancia y una adolescencia normales, recibiendo la primera educación de su tía materna, institutriz, y continuándola luego en la escuela de Notre-Dame des Aydes, conducida por religiosos. En 1902 pasó al colegio Augustin-Thierry y al año siguiente se recibió de bachiller «ès lettres-philosophie».
En 1904 se mudó a París para seguir un curso académico de matemáticas superior en el colegio Rollin. Sin embargo, en 1906 aproximadamente interrumpe sus estudios universitarios a causa de su salud ―que según parece ya era bastante delicada desde la infancia―. En el ínterin, se había establecido en la calle Saint-Louis-en-l’Ile n.º 51, domicilio que mantuvo por varios años.
Después de la interrupción de los estudios académicos comenzó para René Guénon un período rico en encuentros y fecundo en escritos; sin embargo, es en extremo difícil recoger testimonios seguros sobre sus relaciones, complejas, y generadas frecuentemente por motivos que tenían una relación directa con el desarrollo de su obra escrita, en particular en su aspecto de clarificación y condena de las pseudo-doctrinas ocultistas y «teosofistas». En el período que va de 1906 a 1909, René Guénon frecuenta la «Escuela Hermética», dirigida por Papus, y se hace admitir en la Orden Martinista y en otras organizaciones colaterales. En el congreso espiritualista y masónico de 1908 ―en el que participa en calidad de secretario de despacho―, entra en relación con Fabre des Essarts, patriarca de la «Iglesia gnóstica», en la cual lleva el nombre de Synesius. René Guénon ingresa en esta organización con el nombre de Palingenius. Aquí conoce a dos personajes de notable apertura mental: Léon Champrenaud (1870-1925) y Albert Puyou, conde de Pouvourville (1862-1939). El primero entraría más tarde en la religión islámica con el nombre de Abdul-Haqq; y el segundo un exoficial del ejército francés que durante su destino en Extremo Oriente había sido admitido ―caso bastante raro para un occidental― en ambientes taoístas. Siempre en este mismo período se produce la formación de una «Orden del Templo», dirigida por Guénon; esta organización tendrá una vida breve, pero costará a su fundador el ser excluido de todos los grupos dirigidos por Papus. También es de este período la admisión de René Guénon a la Logia masónica Thébah, dependiente de la Gran Logia de Francia, del Rito Escocés Antiguo y Aceptado. Es 1908 el año al que algunos hacen remontar el encuentro de Guénon con calificados representantes de la India tradicional ―concretamente a través del linaje iniciático de Shankara Acharia―. Alrededor de este tiempo se familiarizó con el taoísmo.
En 1909 fundó la revista La Gnose, donde aparecerán su primer escrito, intitulado El Demiurgo, artículos sobre Masonería y, lo que es más importante en cuanto que demuestra cómo las doctrinas orientales ya habían sido completamente asimiladas por él en esta época (contaba entonces 23-24 años), las primeras redacciones de El simbolismo de la cruz, El hombre y su devenir según el Vêdânta y Los principios del cálculo infinitesimal. A fines de 1910 conoce a John Gustaf Agelii, pintor sueco devenido musulmán con el nombre de Abdul-Hadi cerca de 1897, y vinculado al Tasawwuf (esoterismo islámico) por el Sheikh Abder-Rahmân Elish el Kebir. La revista La Gnose deja de publicarse en febrero de 1912. El 11 de julio del mismo año René Guénon se casa en Blois con la Srta. Berthe Loury y, siempre en este mismo año, entra en el islam.
A los años 1913-1914 se remonta su encuentro con un hinduista, Swami Nárad Mani, quien le procura una documentación sobre la «Sociedad Teosófica» que le servirá probablemente, en parte, para la redacción del estudio sobre la organización en cuestión.
Entre 1915 y 1919 es suplente en el colegio de Saint-Germain- en-Laye, reside en Blois (donde muere su madre en 1917) y es profesor de filosofía en Sétif (en la Argelia invadida por el Imperio francés). Retorna a Blois y luego a París. Después de la Primera Guerra Mundial (1914-1918), dejó la enseñanza para dedicarse con todas sus energías a la escritura; su primer libro, Introducción al estudio de las doctrinas hinduistas, se publicó en 1921.
En 1924 (y hasta 1929) da lecciones de filosofía en el curso Saint-Louis; en este año tiene lugar una conferencia de prensa en la cual participa junto a Ferdynand Ossendowski (polaco, autor de una crónica de viaje a través de Mongolia y el Tíbet que había despertado un cierto interés algunos años antes), Gonzague Truc, René Grousset, y Jacques Maritain. También en 1924 aparece la obra Oriente y Occidente.
En 1925 comenzó a colaborar con la revista católica Regnabit, dirigida por el padre Anizan, que le había sido presentado por el arqueólogo Louis Charbonneau Lassay, de Loudun. La colaboración con esta revista cesará pronto, en 1927. También en este año Guénon contribuyó a una revisión editada por P. Chacornac, Le voile d'Isis (‘el velo de Isis’); después de 1935 y bajo la influencia de Guénon, este periódico se hizo conocido como Etudes Traditionnelles (‘Estudios Tradicionales’).
Aunque en ese momento muchos orientalistas habían intentado de manera poco sistemática la exposición de las doctrinas hinduistas a las audiencias europeas, la Introducción de Guénon al estudio de las doctrinas hinduistas avanzó su tema de una manera única y detallada, haciendo referencia a los conceptos de la metafísica en su sentido más general, lo que Guénon definió con precisión, junto con las distinciones y definiciones necesarias de términos aparentemente inequívocas como la religión, la tradición, el exoterismo, el esoterismo y la teología. Guénon explicó que su propósito no era describir todos los aspectos del hinduismo, sino dar la base intelectual necesaria para una correcta comprensión de su esencia.
El libro también se erige como una dura condena de las obras presentadas por otros escritores europeos sobre el hinduismo y la tradición en general. Según Guénon, estos escritores habían carecido de cualquier comprensión profunda de su objeto y de sus implicaciones. El libro también contiene un análisis crítico de las intromisiones políticas del Imperio británico en el tema del hinduismo (y la propia India) a través del teosofismo de Helena Blavatsky.
Durante la década 1920-1930, Guénon publicó una serie de artículos en la revista francesa Revue de Philosophie que, junto con algunos suplementos, llevó al libro Teosofismo: historia de una pseudorreligión. Guénon comenzó a adquirir una reputación pública más amplia y su trabajo fue señalado por varias figuras intelectuales y artísticas dentro y fuera de París. En este tiempo también se han publicado algunos de sus libros que explican la «brecha intelectual» entre Oriente y Occidente, y la naturaleza peculiar, según él, de la civilización moderna:  La crisis del mundo moderno, Oriente y Occidente. En 1927 se publicó el segundo libro importante de sus obras doctrinales: El hombre y su devenir según el Vedanta, y en 1929, La autoridad espiritual y el poder temporal. Este último libro ofrece una explicación general de lo que Guénon vio como las diferencias fundamentales entre el poder «sacerdotal» y el poder de la «realeza», junto con las consecuencias negativas de la usurpación de las prerrogativas de este último con respecto al primero. A partir de estas consideraciones, René Guénon busca el origen de la desviación moderna, que, según él, se encuentra en la destrucción de la orden del Temple en 1314.
El 15 de enero de 1928 fallece su esposa y en 1930 parte para El Cairo, donde se establecerá definitivamente, desposando en 1934 a la hija del sheikh Mohammed Ibrahim, con la que tuvo cuatro hijos (dos varones y dos niñas), uno de ellos póstumo. Durante su larga estancia en Egipto, René Guénon llevó una vida austera y sencilla, totalmente dedicado a sus escritos.
En 1949 obtuvo la nacionalidad egipcia.
Fallece el 7 de enero de 1951. Se dice que su última palabra fue Alá (‘Dios’).

## Análisis de su obra
Su obra escrita se puede dividir en varios bloques temáticos:
- exposición de doctrinas orientales y principios metafísicos: aquí se encuentran obras como Introducción general al estudio de las doctrinas hinduistas (su primera obra, que escribió por encargo y que es una introducción a la Tradición en general), Los estados múltiples del Ser o Principios del cálculo infinitesimal;
- estudios sobre simbolismo y su interpretación ortodoxa tradicional, en este apartado se encuadran los numerosos artículos escritos para la revista El velo de Isis que posteriormente pasaría a llamarse Revista de Estudios Tradicionales. Estos artículos fueron compilados por Michel Vâlsan en la obra póstuma Símbolos fundamentales de la ciencia sagrada y en La gran tríada;
- ensayos relativos a la tradición primordial, la iniciación y las sociedades iniciáticas tanto actuales (masonería) como históricas: «el Rey del Mundo»;
- reflexiones críticas sobre el mundo moderno y la sociedad occidental. Contra lo que podría parecer, René Guénon estuvo muy preocupado por el mundo presente.

Partiendo de una fuerte crítica a la sociedad occidental pueden distinguirse tres etapas cronológicas en su toma de postura respecto a la cuestión, etapas que se corresponden a su vez con las tres obras en que aborda principalmente el problema de la modernidad:
1. Oriente y Occidente es la primera de ellas, aborda la falta de comprensión y entendimiento entre esos dos mundos que denominamos Oriente y Occidente, condenados a entenderse si no quieren aniquilarse recíprocamente y perecer. René Guénon defiende una salida inevitablemente dialogada a esta tradicional oposición como vía para lograr el entendimiento entre las diferentes culturas. Hay que señalar que pese a traslucir un optimismo ingenuo es precursor al señalar esta confrontación (o conflicto) que hoy día está en el punto de mira de todos los analistas del mundo actual.
2. La crisis del mundo moderno, a la luz de los acontecimientos que se sucedían en el período de entreguerras René Guénon ve matizado su optimismo, pero no abandona la idea de que el entendimiento entre ambos y la rectificación en vista a una vuelta a la normalidad de Occidente, son posibles. Su análisis se sustenta en la confianza de preservación (en cierta medida) del Espíritu Tradicional en el extremo Oriente, en particular en las culturas china e india.
3. El reino de la cantidad y los signos de los tiempos. Sin duda su mayor, más completa, ambiciosa y acabada obra. Sus anteriores optimismo y confianza dan lugar a un análisis más duro y frío en el que domina el pesimismo y quizá cierto desapego por el destino de la civilización humana actual. En efecto, la Guerra Mundial no deja lugar para la esperanza ni el optimismo. En esta obra René Guénon analiza la civilización occidental partiendo de los principios generales del Vedanta y situándola dentro del marco de las cuatro edades (yugas) que establece la tradición hinduistas. Las conclusiones son tan demoledoras como preocupantes por lo que suponen a futuro.

## Pensamiento
René Guénon define el mundo moderno como la degeneración e inversión del mundo Tradicional. Por una parte el carácter decisivo de la modernidad es su carácter anti-tradicional, su negación de toda herencia del pasado y su falta de reconocimiento de cualquier deuda con una sabiduría o cultura anterior. La oposición clásica entre Occidente y Oriente no es geográfica sino ideológica y doctrinal. Por eso se puede decir, un poco paradójicamente, que mientras Europa fue tradicional (en la Edad Media) se la podía calificar de «oriental» desde nuestra perspectiva actual. Del mismo modo el Oriente actual, investido de pensamiento occidental, no es ya «oriental», está occidentalizado (o en otras palabras des-orientado, si tomamos el sentido simbólico y profundo del término). En efecto, como advertía René Guénon, la Edad Media estaba más cercana a la civilización india o extremo-oriental que a nuestra sociedad actual en cualquiera de sus aspectos. De hecho el carácter tradicional de la Edad Media aseguraba y garantizaba un permanente contacto y diálogo con el Oriente tanto geográfico como doctrinal.
La conclusión última de su obra (contenida principalmente en El reino de la cantidad y los signos de los tiempos) es que la condición del mundo moderno testimonia el fin del ciclo actual de la humanidad, algo que señalan simbólicamente los mismos términos Oriente y Occidente (en particular este último, tomado por nuestra misma civilización para auto-denominarse, lo que no deja de ser llamativo). René Guénon encuentra la prueba de esto en la desaparición progresiva de la Tradición dentro de las sociedades occidentales. Al respecto, una de sus grandes aportaciones son los términos de «seudoiniciación» y «contrainiciación». René Guénon se esfuerza por desmontar tanto en la forma como en el fondo aquellas organizaciones que siendo presuntamente tradicionales tienden en realidad a subvertir la verdadera organización tradicional, en la mayoría de las ocasiones por ignorancia de la verdadera doctrina tradicional que les lleva a construir y abrazar una seudodoctrina.
René Guénon nunca negó su vinculación a la franc-masonería, en la que fue iniciado, aunque no cesó de denunciar el carácter superficial y seudoesotérico que se había instalado en la misma institución por ignorancia de su verdadera función y objetivo.
Guénon afirma que su enseñanza no se debe a un pensamiento de corte individual o personal, influenciado por alguna filosofía particular. Por el contrario él se escapa del cuadro moderno de ciencias y filosofía y se encuadra más bien en el nivel de la pura metafísica y los principios universales. Y aborda estos objetivos con lógica y rigor con la intención de rendir sus obras a todos aquellos que buscan todavía la verdad en el mundo.

## Críticas a su obra
A lo largo del siglo XX la obra de René Guénon ha generado un importante debate, con apologistas y opositores de las más diversas formaciones.
Entre quienes han reconocido «activamente» el valor de su obra se encuentran los colaboradores de la Rivista di Studi Tradizionali de Turín (Italia), publicación que ha favorecido la difusión de los escritos de René Guénon en lengua italiana, teniendo a su cargo inclusive la traducción de muchos de los mismos.
Entre los opositores, pueden señalarse:
- aquellos que, especialmente en el ámbito académico, como por ejemplo Umberto Eco, rechazan completamente sus premisas, métodos y conclusiones, por no considerarlas de carácter científico;
- aquellos que, como Giuliano Di Bernardo, lo definen como un pensador francés «convertido» al islamismo, un tradicionalista «reaccionario» o las dos cosas;
- aquellos que, como Jean Daniélou por ejemplo, critican a René Guénon por no considerar la aparición de Cristo como la «irrupción de lo sagrado que ha cambiado el curso de la historia», y que rechazan las soluciones propuestas respecto de la iniciación (Sufismo y Masonería) en tanto que afirman el valor iniciático de los sacramentos cristianos y niegan la posibilidad de la realización metafísica, es decir de la superación de la distinción «Creador-criatura»;
- aquellos que, como Julius Evola, considerando solamente el aspecto de «crítica de la modernidad» de René Guénon (reduciéndola sin embargo a una cuestión principalmente de orden sociopolítico), rechazan las soluciones propuestas tanto para la iniciación así como para diversas cuestiones de orden doctrinal, como por ejemplo la subordinación de la acción a la contemplación.
- aquellos que fueron contemporáneos de René Guénon y que provienen del ámbito ocultista, seudoesotérico teosófico, tales como Paul LeCour o Gustave Bord. La respuesta de René Guénon a estos autores figura en obras como El Teosofismo: historia de una seudorreligión o Estudios sobre la Masonería y el Compañerazgo.

Otros autores aceptan parcialmente la obra de Guénon, con diferentes matices. Entre ellos se distinguen, muy sintéticamente:
- quienes aceptan el planteamiento general pero rechazan la solución de la masonería en favor de la del sufismo (por ejemplo Michel Vâlsan y Titus Burckhardt);
- quienes aceptan el planteamiento general de R. Guénon pero sustituyen la idea de «metafísica» por la de «unidad trascendente de las religiones», reconociéndose en una «escuela» autodenominada perenialismo, cuyo origen reconduce al mismo Guénon (por ejemplo Frithjof Schuon y Martin Lings);
- quienes, como Jean Reyor, aceptan algunas premisas pero, rechazando las soluciones propuestas para la iniciación (Sufismo y Masonería), formulan las propias (Catolicismo) en artículos «que complementan la obra de René Guénon», en documentos «confidenciales» y en biografías firmadas por otros (como es el caso de «La Vida simple de René Guénon»); a menudo el tono y los métodos adoptados parecen configurar estos trabajos más como un intento por desviar al lector de las ideas expresadas en la obra de René Guénon, que como una serena confrontación en el plano intelectual.

## Obra
Obras de René Guénon, según el año de la primera edición:
- 1921: Introducción General al estudio de las doctrinas hinduistas
- 1921: El teosofismo: historia de una seudorreligión
- 1923: El error espiritista
- 1924: Oriente y Occidente
- 1925: El esoterismo de Dante
- 1925: El hombre y su devenir según el Vedanta
- 1927: El rey del mundo
- 1927: La crisis del mundo moderno
- 1929: Autoridad espiritual y poder temporal
- 1929: San Bernardo
- 1931: El simbolismo de la cruz
- 1932: Los estados múltiples del ser
- 1939: La metafísica oriental
- 1945: El reino de la cantidad y los signos de los tiempos
- 1946: Consideraciones acerca de la iniciación
- 1946: La gran tríada
- 1946: Los principios del cálculo infinitesimal

### Publicaciones póstumas
- 1952: Iniciación y realización espiritual
- 1954: Consideraciones sobre el esoterismo cristiano
- 1962: Símbolos fundamentales de la ciencia sagrada
- 1968: Estudios sobre hinduismo
- 1970: Formas tradicionales y ciclos cósmicos
- 1973: Apreciaciones sobre el esoterismo islámico y el taoísmo
- 1973: Reseñas
- 1973: Estudios sobre la francmasonería y el compañerazgo

## Obras Completas en español
En abril de 2023 fueron publicadas en español las Obras Completas de René Guénon en 23 volúmenes al cuidado de Javier Alvarado Planas, catedrático de historia de las instituciones en la UNED.
- Guénon, René (2023).  Javier Alvarado Planas, ed. Obras Completas. Rústica, 23 volúmenes más uno introductorio, colección Ignitus. Editorial Sanz y Torres.

1. Presentación. René Guénon. Testigo de la Tradición: Introducción a las Obras Completas
2. I. Oriente y Occidente
3. II. La crisis del mundo moderno
4. III. Autoridad espiritual y poder temporal
5. IV. El reino de la cantidad y los signos de los tiempos
6. V. El Teosofismo. Historia de una pseudorreligión
7. VI. El error espiritista
8. VII. El error ocultista y otras derivas modernas
9. VIII. El simbolismo de la Cruz
10. IX. Los estados múltiples del Ser
11. X. Metafísica del Número. Los principios del cálculo infinitesimal
12. XI. Tradición Primordial y Ciclos cósmicos
13. XII. Introducción general al estudio de las doctrinas hindúes
14. XIII. El hombre y su devenir según el Vêdânta
15. XIV. Metafísica Hindú
16. XV. La Gran Tríada. Taoismo y confucianismo
17. XVI. Sobre la Cábala y el esoterismo judío
18. XVII. Consideraciones sobre el esoterismo cristiano
19. XVIII. Apercepciones sobre el esoterismo islámico
20. XIX. Estudios sobre la Masonería
21. XX. El Rey del Mundo
22. XXI. El Centro del Mundo
23. XXII. Apercepciones sobre la Iniciación
24. XXIII. Iniciación y realización espiritual